# Liste der nauruischen Leichtathletikrekorde
Die nauruischen Leichtathletik-Landesrekorde sind die Bestleistungen von Athletinnen und Athleten mit nauruischer Staatsangehörigkeit, die in den verschiedenen Disziplinen der Leichtathletik aufgestellt worden sind. Die nachfolgenden Listen basieren überwiegend auf Angaben des Weltleichtathletikverbandes World Athletics mit Stand vom 31. Januar 2018 (Hallenrekorde) respektive 31. Juli 2019 (Freiluftrekorde).

## Freiluftrekorde

### Männer
| Disziplin               | Leistung     | Athlet                                                                     | Datum         | Ort             |
| ----------------------- | ------------ | -------------------------------------------------------------------------- | ------------- | --------------- |
| 100 m                   | 10,82 s      | Jonah Harris                                                               | 16. Juli 2019 | Apia            |
| 200 m                   | 21,96 s      | Jonah Harris                                                               | 10. Apr. 2018 | Meneng          |
| 200 m                   | 21,7 s (ht)  | Fredrick Canon                                                             | 31. Jan. 1994 | Gold Coast      |
| 400 m                   | 51,47 s      | Jonah Harris                                                               | 1. Dez. 2018  | Brisbane        |
| 400 m                   | 51,3 s (ht)  | Tryson Duburiya                                                            |               | Meneng          |
| 800 m                   | 2:09,92 min  | John-Rico Togogae                                                          | 14. Juni 2018 | Susupe (Saipan) |
| 1000 m                  | 3:19,97 min  | Deamo Baguga                                                               | 15. Dez. 2006 | Apia            |
| 1500 m                  | 4:29,8 min   | Gemeneo Joramm                                                             | 2. Sep. 1963  | Suva            |
| 3000 m                  | 11:38,89 min | David Temaki                                                               | 15. März 1993 | Canberra        |
| 5000 m                  | 18:29,8 min  | Karl Teabuge                                                               | 18. Aug. 1969 | Port Moresby    |
| 10.000 m                |              |                                                                            |               |                 |
| Halbmarathon            |              |                                                                            |               |                 |
| Marathon                | 3:48:06 h    | Karl Hartman                                                               | 1968          | Nauru           |
| 3000 m Hindernis        | 10:59,0 min  | Karl Teabuge                                                               | 15. Aug. 1969 | Port Moresby    |
| 110 m Hürden            | 18,93 s      | Deamo Baguga                                                               | 15. Dez. 2006 | Apia            |
| 400 m Hürden            | 1:07,0 min   | A-One Temaki                                                               | 16. Juni 2007 | Bairiki         |
| Hochsprung              | 1,85 m       | Jonah Harris                                                               | 18. Juli 2018 | Abay (Yap)      |
| Stabhochsprung          |              |                                                                            |               |                 |
| Weitsprung              | 6,67 m       | Jonah Harris                                                               | 21. Okt. 2016 | Brisbane        |
| Dreisprung              | 12,61 m      | Deamo Baguga                                                               | 6. Aug. 2009  | Gold Coast      |
| Kugelstoßen             | 14,28 m      | A-One Tannang                                                              | 17. Mai 2011  | Aiwo            |
| Diskuswurf              | 42,03 m      | Bouncer Quadina                                                            | 18. Juli 2019 | Apia            |
| Hammerwurf              | 32,80 m      | Gerard Jones                                                               | 21. Jan. 1994 | Meneng          |
| Speerwurf               | 49,50 m      | Fine Olsson                                                                | 17. Sep. 1994 | Meneng          |
| Zehnkampf               |              |                                                                            |               |                 |
| 20-km-Gehen             |              |                                                                            |               |                 |
| 50-km-Gehen             |              |                                                                            |               |                 |
| 4-mal-100-Meter-Staffel | 44,27 s      | NationalstaffelDysard Dageago Jonah Harris Joshua Jeremiah Harrison Harris | 13. Dez. 2017 | Port Vila       |
| 4-mal-400-Meter-Staffel | 3:43,7 min   | NationalstaffelAce Capelle Fredrick Canon Tryson Duburiya Fine Olsson      | 1. Apr. 1994  | Mangilao        |

### Frauen
| Disziplin               | Leistung               | Athletin                                                                   | Datum         | Ort        |
| ----------------------- | ---------------------- | -------------------------------------------------------------------------- | ------------- | ---------- |
| 100 m                   | 12,22 s                | Lovelite Detenamo                                                          | 4. Sep. 2013  | Mata Utu   |
| 100 m                   | 12,2 s (ht)            | Lovelite Detenamo                                                          | 28. Apr. 2007 | Aiwo       |
| 200 m                   | 25,50 s                | Lovelite Detenamo                                                          | 6. Sep. 2013  | Mata Utu   |
| 400 m                   | 1:06,80 min            | Trudy Duburiya                                                             | 6. Aug. 1998  | Koror      |
| 400 m                   | 1:03,0 min (ht)        | Trudy Duburiya                                                             | 19. März 1994 | Meneng     |
| 800 m                   | 2:47,3 min             | Damaris Porte                                                              | 15. Mai 2007  | Aiwo       |
| 1500 m                  | 5:44,21 min            | Belista Hartman                                                            | 30. Aug. 1989 | Nukuʻalofa |
| 3000 m                  | 14:18,9 min            | Bianca Ika                                                                 | 15. Juni 2007 | Bairiki    |
| 5000 m                  |                        |                                                                            |               |            |
| 10.000 m                |                        |                                                                            |               |            |
| Halbmarathon            |                        |                                                                            |               |            |
| Marathon                |                        |                                                                            |               |            |
| 3000 m Hindernis        |                        |                                                                            |               |            |
| 100 m Hürden            | 21,0 s                 | Dana Thoma                                                                 | 15. Juni 2007 | Bairiki    |
| 400 m Hürden            | 1:18,8 min             | Ifrica Detabene                                                            | 15. Juni 2007 | Bairiki    |
| Hochsprung              | 1,26 m                 | Arrora Depaune                                                             | 3. Apr. 2007  | Yaren      |
| Stabhochsprung          |                        |                                                                            |               |            |
| Weitsprung              | 4,90 m                 | Lovelite Detenamo                                                          | 2. Mai 2009   | Aiwo       |
| Dreisprung              | 9,40 m                 | Dana Thoma                                                                 | 28. März 2006 | Yaren      |
| Kugelstoßen             | 11,36 m                | Nina Grundler                                                              | 13. Aug. 2011 | Gold Coast |
| Diskuswurf              | 37,15 m                | Chanana Jeremiah                                                           | 12. Mai 2018  | Nauru      |
| Hammerwurf              | 19,56 m                | Jerusha Mau                                                                | 6. Aug. 2009  | Gold Coast |
| Speerwurf               | 23,96 m (neues Modell) | Rosa Mystique Jones                                                        | 16. Juni 2007 | Bairiki    |
| Speerwurf               | 31,60 m (altes Modell) | Madrina Denga                                                              | 31. Jan. 1994 | Meneng     |
| Siebenkampf             |                        |                                                                            |               |            |
| 20-km-Gehen             |                        |                                                                            |               |            |
| 50-km-Gehen             |                        |                                                                            |               |            |
| 4-mal-100-Meter-Staffel | 53,45 s                | NationalstaffelRosa Mystique Jones Risen Olsson Dana Thoma Ifrica Detabene | 26. Apr. 2003 | Koror      |
| 4-mal-400-Meter-Staffel | 4:28,47 min            | Nationalstaffel                                                            | 30. Aug. 1989 | Nukuʻalofa |

## Hallenrekorde

### Männer
| Disziplin | Leistung | Athlet     | Datum         | Ort        |
| --------- | -------- | ---------- | ------------- | ---------- |
| 60 m      | 7,30 s   | JJ Capelle | 14. März 2003 | Birmingham |

### Frauen
| Disziplin | Leistung | Athletin          | Datum        | Ort   |
| --------- | -------- | ----------------- | ------------ | ----- |
| 60 m      | 7,94 s   | Lovelite Detenamo | 8. März 2014 | Sopot |